# Tricyphona protea
Tricyphona protea är en tvåvingeart som beskrevs av Alexander 1918. Tricyphona protea ingår i släktet Tricyphona och familjen hårögonharkrankar. Inga underarter finns listade i Catalogue of Life.